# Love (Angels & Airwaves album)
 For alternative betydninger, se Love. (Se også artikler, som begynder med Love)
Love er det tredje studiealbum af den alternativ rock gruppe Angels and Airwaves. Albummet blev udgivet den 12. februar på Fuel TV, og den 14. februar på Modlife. Albummet kunne efter udgivelsen købe gratis på grund af "corporate underwriting". En "special edition" hard back cd, med en medfølgende ekstra cd med nyt musik fra bandet, blev sat til at blive udgivet den 22 marts, 2011. Det blev annonceret i en Q&A.

## Produktion
Den 12. januar 2011 udgav banden en promotionvideo med titlen "C:\Transmission_Love", som indeholdt et kort preview af Flight of Apollo.